# لينا إيفلين
لينا إيفلين (بالإنجليزية: Lina Eve)‏ هي رسامة أسترالية، ولدت في 1946.